# 福山インドール合成
福山インドール合成（ふくやまインドールごうせい）とは、東京大学の福山透らによって開発されたラジカル的環化反応による多置換インドールの合成法。第一世代法と第二世代法があり、第一世代法では o-アルケニルイソシアノベンゼンから、第二世代法（下式）では o-アルケニルチオアニリドから2,3-置換インドールを得る。通常、ラジカル的還元剤として水素化トリブチルスズを、ラジカル開始剤としてアゾビスイソブチロニトリル (AIBN) やトリエチルボランを作用させる。
多置換インドールを簡便に得る手法として、福山インドール合成は天然化合物の全合成に利用されてきた。合成に成功した例としてアスピドフィチン、ビンブラスチン、ストリキニーネが報告されている。